# 十三号街站
十三号街站位于辽宁省沈阳市铁西区，是沈阳地铁1号线的车站，于2010年9月27日随一号线开通而启用，目前是1号线的西端终点站。车站名称“十三号街”来源于车站西侧道路。

## 车站结构
本站位于十三号街与开发大路交汇口西侧地下，主体结构沿开发大路呈东西向布置，车站形式为地下单层侧式车站，B1层设置站厅和两个地下侧式站台，两个站台之间以设在轨道上方的站内过轨通道相连接。

### 月台配置
本站的两个月台以侧式月台形式排布，大多数情况下将会开启列车前进方向的右侧车门。
本站西侧及东侧各设置有一条渡线，如遇站后渡线因检修或信号故障无法正常折返，所有列车将会进行站前折返方式，此时列车将会开启左侧车门，同时列车将不会清客，在到站乘客下车的同时搭载前往中央大街站及市区方向的乘客。
一号线的十三号街车辆段设置于本站以西，列车将会在结束服务后经由正线以西的轨道前往车辆段，或者从车辆段驶出后直接进入本站载客。

### 车站楼层
| 1层               | 出入口   | 出入口 |
| 穿堂层            | 换向通道 | 换向通道 |
| B1层              | 站厅     | 乘客服务中心、自动售票机、自动售货机、安检                                                                                |
| B1层              | 站台     | \| 側式 · 開右邊车门 \| \| \| \| \| \| █ 1号线落客 \| \| \| \| █ 1号线往双马（中央大街） \| \| 側式 · 開右邊车门 \| \| \| |
| 側式 · 開右邊车门 |          | |
|                   |          | █ 1号线落客 |
|                   |          | █ 1号线往双马（中央大街）                                                                                                 |
| 側式 · 開右邊车门 |          | |

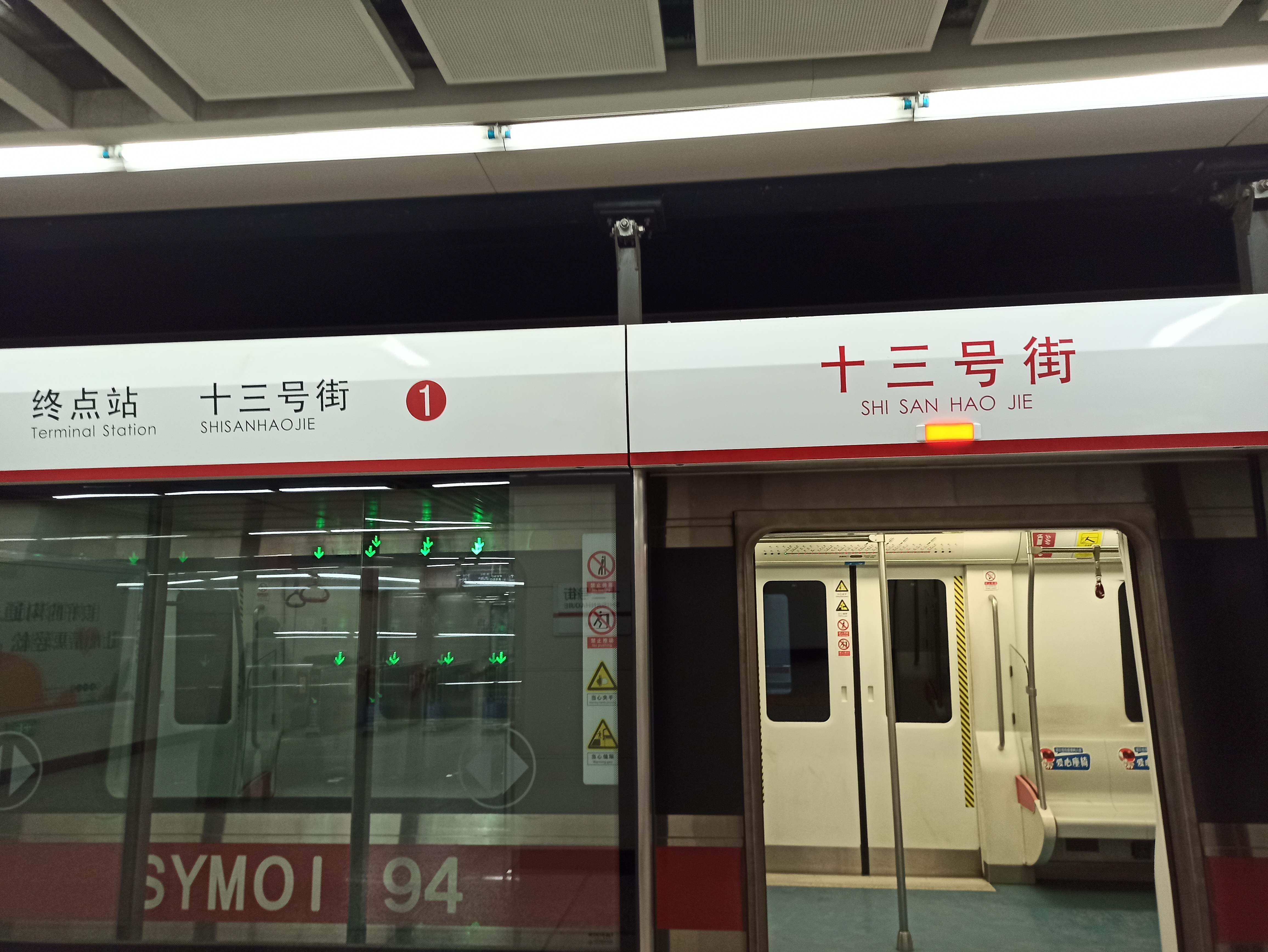
位于西向站台上方的终点站指示牌
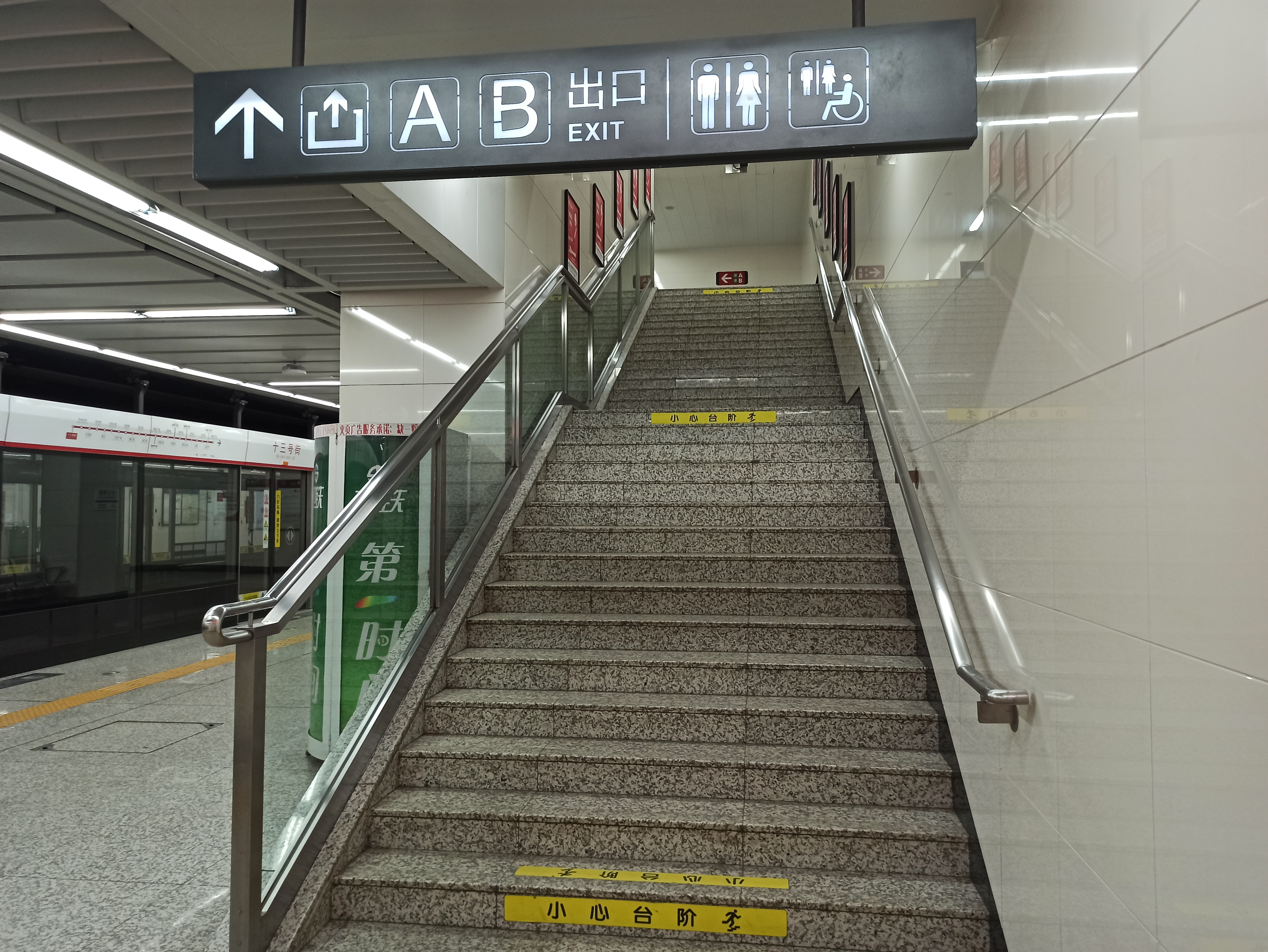
过轨通道楼梯口，前往终点一侧的站台，上方即为过轨通道

### 车站出口
车站设置4个出入口，A、B出入口位于开发大路北侧，C、D出入口位于开发大路南侧，A、D出入口设置无障碍电梯。
本站分南北站厅，两站厅在非付费区互不联通，乘客需经付费区或站内过轨通道来往两个站厅。
| 出口编号 | 出口指示     | 建议前往的目的地                                                                         |
| -------- | ------------ | ---------------------------------------------------------------------------------------- |
| 北侧站厅 |              |                                                                                          |
| 出口 · A | 开发大路路北 | 开发大道、沈鼓集团                                                                       |
| 出口 · B | 开发大路路北 | 十三号街北段、北方重工集团有限公司、地铁大厦、地铁凤凰新城、沈阳中车时代交通设备有限公司 |
| 南侧站厅 |              |                                                                                          |
| 出口 · C | 开发大路路南 | 十三号街南段、远大集团                                                                   |
| 出口 · D | 开发大路路南 | 开发大道、十一号街、沈阳机床股份有限公司、丽都新城                                       |

## 接驳交通
| 十三号街地铁站（站位位于开发大路，西行站台位于路北近B口，东行站台位于路南近C口） \| 编号 \| 编号 \| 线路 \| 线路 \| 线路 \| 收费 \| 运营商 \| 备注 \| \| ---- \| -------- \| ---------------- \| ---- \| -------------------- \| ---- \| -------- \| --------------------- \| \| \| 160 \| 十三号街地铁站 \| ⇆ \| 铁西宝马公共交通枢纽 \| 2元 \| 经纬巴士 \| 定时班车 \| \| \| 160支线2 \| 十三号街地铁站 \| ⇆ \| 假日小城 \| 2元 \| 经纬巴士 \| 定时班车 \| \| \| 160支线4 \| 十三号街地铁站 \| ⇆ \| 沙岭五金工业园 \| 2元 \| 经纬巴士 \| 定时班车 \| \| \| 172 \| 嘉泰博览城 \| ⇆ \| 十三号街地铁站 \| 2元 \| 经纬巴士 \| \| \| \| 172支线 \| 细河悠谷地铁站 \| ⇆ \| 十三号街地铁站 \| 2元 \| 经纬巴士 \| 定班运营 \| \| \| 317 \| 长客西站公交枢纽 \| ⇆ \| 辽宁轨道交通学院 \| 2元 \| 经纬巴士 \| 定时班车 \| \| \| 318 \| 十三号街地铁站 \| ⇆ \| 东药细河厂区 \| 2元 \| 经纬巴士 \| 经橡胶工业园 定时班车 \| \| \| 318支线 \| 十三号街地铁站 \| ⇆ \| 东药细河厂区 \| 2元 \| 经纬巴士 \| 经联东U谷 定时班车 \| | 註釋     |                  |      |                      |      |          |                       |
| - 所有以本站作为端点站的线路（即除317路外所有线路）均在B出入口旁始发，C出入口旁终到。 |          |                  |      |                      |      |          |                       |
| 编号 | 编号     | 线路             | 线路 | 线路                 | 收费 | 运营商   | 备注                  |
| | 160      | 十三号街地铁站   | ⇆    | 铁西宝马公共交通枢纽 | 2元  | 经纬巴士 | 定时班车              |
| | 160支线2 | 十三号街地铁站   | ⇆    | 假日小城             | 2元  | 经纬巴士 | 定时班车              |
| | 160支线4 | 十三号街地铁站   | ⇆    | 沙岭五金工业园       | 2元  | 经纬巴士 | 定时班车              |
| | 172      | 嘉泰博览城       | ⇆    | 十三号街地铁站       | 2元  | 经纬巴士 |                       |
| | 172支线  | 细河悠谷地铁站   | ⇆    | 十三号街地铁站       | 2元  | 经纬巴士 | 定班运营              |
| | 317      | 长客西站公交枢纽 | ⇆    | 辽宁轨道交通学院     | 2元  | 经纬巴士 | 定时班车              |
| | 318      | 十三号街地铁站   | ⇆    | 东药细河厂区         | 2元  | 经纬巴士 | 经橡胶工业园 定时班车 |
| | 318支线  | 十三号街地铁站   | ⇆    | 东药细河厂区         | 2元  | 经纬巴士 | 经联东U谷 定时班车    |

## 利用状况
本站位于铁西区十三号街与开发大道的交汇口处，是地铁一号线的西端始发站，也是沈阳经济技术开发区的重要交通枢纽，经开区多个大型工厂的通勤班车选择在本站附近设置停靠站，也有多条公交线路在本站始发或经停，因此本站在工作日有大批经由本站换乘公交或通勤车前往开发区其它地区上下班的乘客。

## 历史
- 2010年9月27日 - 本站随1号线开通而启用，成为一号线终点站。